# Anolis taylori
Anolis taylori — вид ігуаноподібних ящірок родини анолісових (Dactyloidae). Ендемік Мексики.

## Поширення і екологія
Anolis taylori мешкають в околицях Акапулько в мексиканському штаті Герреро. Вони живуть в сухих тропічних лісах.